# Olivier Ka
Olivier Karali, àlies Olivier Ka, també conegut amb els pseudònims Kaaaa o Kââââ és un escriptor i guionista de còmics francès. Va néixer al Líban el 1967.